# Tamara Awerbuch-Friedlander
Pour les articles homonymes, voir Friedlander.
Tamara Eugenia Awerbuch-Friedlander est une biomathématicienne américaine et scientifique en santé publique qui a travaillé à la Harvard School of Public Health (en). Ses recherches et publications principales portent sur les interactions biosociales qui causent ou contribuent à la maladie. 

## Biographie
Tamara Awerbuch est née en Uruguay, vit jusqu'à l'âge de 12 ans à Buenos Aires, puis en Israël avec ses parents. Elle fait ses études de chimie et biochimie à l'université hébraïque de Jérusalem, où elle obtient son diplôme de BSc en 1965. En 1967, elle obtient une maîtrise en physiologie et une maîtrise en éducation. Elle est professeure certifiée dans l'enseignement secondaire israélien.
Elle rejoint le Massachusetts Institute of Technology où elle étudie les agents cancérigènes chimiques dans les cultures de tissus cancérogénicité dans les cultures de tissus. Elle suit des cours de mathématiques et statistiques, puis obtient en 1979 un doctorat en nutrition et sciences de l'alimentation, avec une thèse sur « un essai biologique de diffusion pour la détermination quantitative de la mutagénicité des agents cancérigènes chimiques », consistant en une étude théorique pour déterminer des concentrations seuils sûres d'additifs alimentaires concernant la cancérogenèse). Elle effectue des recherches postdoctorales au MIT, en génétique des cellules somatiques de 1979 à 1981.
Elle prend la citoyenneté américaine et travaille au département de biostatistique de l'école de santé publique Harvard TH Chan de 1983 à 1993, puis au Département de la santé mondiale et de la population de cette institution. Elle a eu deux enfants.

## Activités de recherche et institutionnelles
Elle organise et mène des recherches sur les conditions qui conduisent à l'émergence, au maintien et à la propagation d'épidémies. Ses recherches portent sur les maladies sexuellement transmissibles (MST) telles que le VIH, ainsi que les maladies à transmission vectorielle, telles que la maladie de Lyme, la dengue, le virus Zika et la fièvre Zika. Tamara Awerbuch-Friedlander a récemment étudié la propagation et le contrôle de la rage sur la base d'une analyse éco-historique.
Certains de ses modèles mathématiques analytiques ont conduit à des découvertes épidémiologiques, par exemple, que les oscillations sont une propriété intrinsèque de la dynamique des tiques. Elle présente ses recherches à l'Institut Isaac Newton de Cambridge.  
Tamara Awerbuch-Friedlander est membre fondateur du groupe de travail sur les maladies nouvelles et résurgentes,. Dans ce contexte, elle a participé à l'organisation d'une conférence à Woods Hole, sur l'émergence et la résurgence des maladies, où elle a dirigé l'atelier sur la modélisation mathématique. En outre, elle a établi des collaborations internationales, comme avec des scientifiques israéliens sur les maladies infectieuses émergentes au Moyen-Orient, avec des scientifiques cubains sur les maladies infectieuses des plantes et le développement de méthodologies générales, et avec des scientifiques brésiliens sur le développement de concepts pour guider une surveillance efficace. À la fin des années 1990, elle est co-chercheuse dans un projet, « Pourquoi les maladies nouvelles et résurgentes ont-elles attrapé la santé publique par surprise et une stratégie pour prévenir cela » (soutenu par la Fondation Robert Wood Johnson). À la Harvard TH Chan School of Public Health, elle copréside le comité sur les bio-mathématiques et les mathématiques de la santé publique. Certains de ses articles de recherche sont le résultat d'une collaboration avec des étudiants dans le cadre du cours sur les modèles mathématiques en biologie, dont de grandes parties étaient consacrées aux maladies infectieuses. Elle s'intéresse en effet à l'éducation à la santé publique et a développé pour les adolescents du secondaire des logiciels éducatifs basés sur des modèles pour déterminer le risque qu'une personne avec certains comportements sexuels à risque soit réellement infectée par le VIH. Ces modèles visaient à explorer les effets des changements de comportement sexuel sur la probabilité de contracter le VIH.  

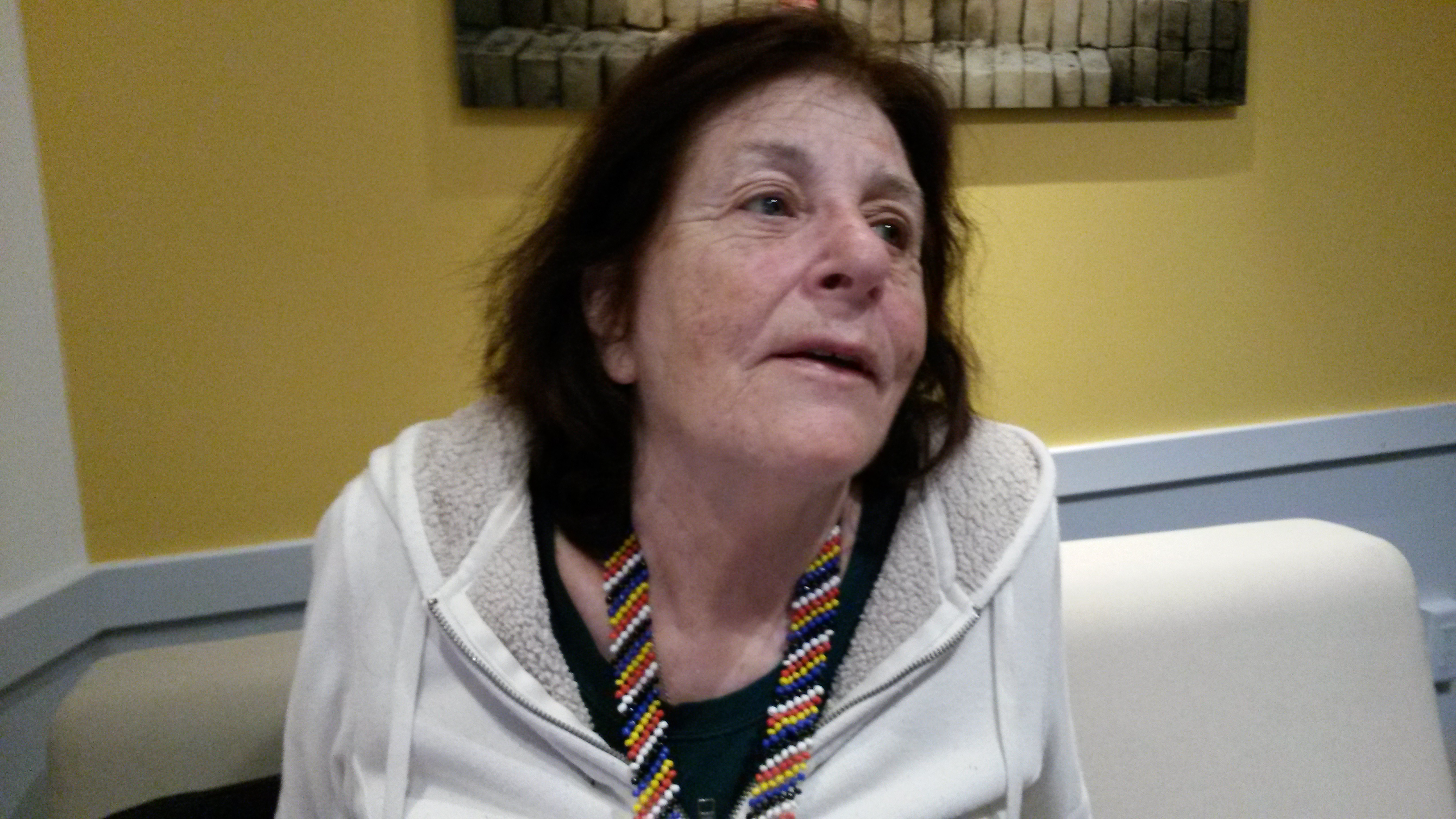
Tamara Awerbuch-Friedlander, en 2016.

Elle participe à l'organisation des célébrations du 85e anniversaire de Richard Levins. Il s'agit d'une conférence intitulée « The Truth is the Whole » en 2015 à la Harvard School of Public Health, « The Truth Is the Whole: Essays in Honor of Richard Levins », dans lequel elle a été co-éditrice avec Maynard Clark et le Dr Peter Taylor, comprend des extraits des débats de plus de 20 contributeurs de ce symposium de Harvard.

## Action en discrimination sexuelle contre Harvard
Elle a intenté une action contre l'université Harvard pour discrimination sexuelle,,, en juin 1997,. Son procès pour discrimination sexuelle était basé sur le refus de Harvard de lui conserver son mandat, malgré ses réalisations importantes dans ses domaines d'expertise, la biomathématique, l'épidémiologie, la biostatistique et la santé publique. L'université a argué du fait qu'aucun poste permanent n'était disponible dans son nouveau département, après qu'elle eut été réaffectée à un autre  poste.